# آقا یوسف
آقا یوسف فیلمی است به نویسندگی و کارگردانی علی رفیعی و تهیه‌کنندگی مرتضی متولی که در سال ۱۳۹۰ در سینماهای کشور اکران یافت. آقا یوسف دومین ساخته علی رفیعی در مقام کارگردانی سینما است.

## خلاصه
آقا یوسف (مهدی هاشمی)، کارمندی بازنشسته است که با دخترش رعنا (هانیه توسلی) زندگی می‌کند. پسرش خانه و زندگی خود را رها و به کانادا مهاجرت کرده‌است. آقا یوسف برای برآمدن از مخارج زندگی خود و عروسش (لیلا بلوکات) از پنج سال پیش، پنهان از چشم دخترش در خانه‌های مردم نظافت می‌کند. او به شدت به دختر خود علاقه‌مند است. حوادثی در این خانه‌ها رخ می‌دهد که مستقیماً به او ربط پیدا می‌کند و زندگی او را دگرگون می‌سازد…
این فیلم دربارهٔ بی‌ارتباطی آدم‌ها در دنیای امروز و زندگی بشر امروزی است. اولین نشانه‌های این بی‌ارتباطی، تنها شدن آدم‌ها و دامن زده شدن به تراژدی تنهایی انسان است.

## بازیگران
- مهدی هاشمی
- هانیه توسلی
- لادن مستوفی
- شاهرخ فروتنیان
- رویا میرعلمی
- پگاه آهنگرانی
- ستاره اسکندری
- مریم سعادت
- سهیلا رضوی
- لیلا بلوکات
- صابر ابر

## جوایز و نامزدها
- بیست و نهمین جشنواره بین‌المللی فیلم فجر
  - کاندیدای بهترین فیلمنامه
  - برنده بهترین بازیگر نقش اول مرد (مهدی هاشمی)
  - کاندیدای بهترین بازیگر نقش مکمل مرد (شاهرخ فروتنیان)